# NGC 2241
NGC 2241 (również ESO 57-SC79) – gromada otwarta, znajdująca się w gwiazdozbiorze Złotej Ryby. Należy do Wielkiego Obłoku Magellana. Odkrył ją John Herschel 31 stycznia 1835 roku.